# Aloysia seriphioides
Aloysia seriphioides, biljna vrsta iz  porodice sporiševki, ponekad svrstavana u vlastiti rod Acantholippia. ponekad u rod Aloysia. 
To je nizak aromatični grm iz Argentine, Bolivije i Čilea visok 30-60 cm, razgranat od osnove, sa sjedećim listovima.
U Argentini je uglavnom poznat kao "tomillo andino" ili "tomillo de la sierra", a  lišće i cvjetovi koriste se zbog svojih ljekovitih svojstava, protiv gastrointestinalnih poremećaja (Toursarkissian, 1980; Ratera & Ratera, 1980), za liječenje gripe (Gonzalez & Molares, 2004), a također i kao začin u zamjenu za autentičnu majčinu dušicu (T. vulgaris L.) zbog tipičnog visokog sadržaja timola i karvakrola (Ruiz Leal, 1972; Roig, 2001). Neka izvješća o ovoj vrsti pokazala su da njezino eterično ulje ima akaricidna, antifungalna, antibakterijska i repelentna svojstva (Ruffinengo i sur., 2005; Fuselli i sur., 2007; Gillij i sur., 2008, Lima i sur., 2011).

## Sinonimi
- Acantholippia seriphioides (A.Gray) Moldenke
- Lippia foliolosa Phil.
- Lippia rubiginosa Gillies ex Ball
- Lippia seriphioides A.Gray